# 天國

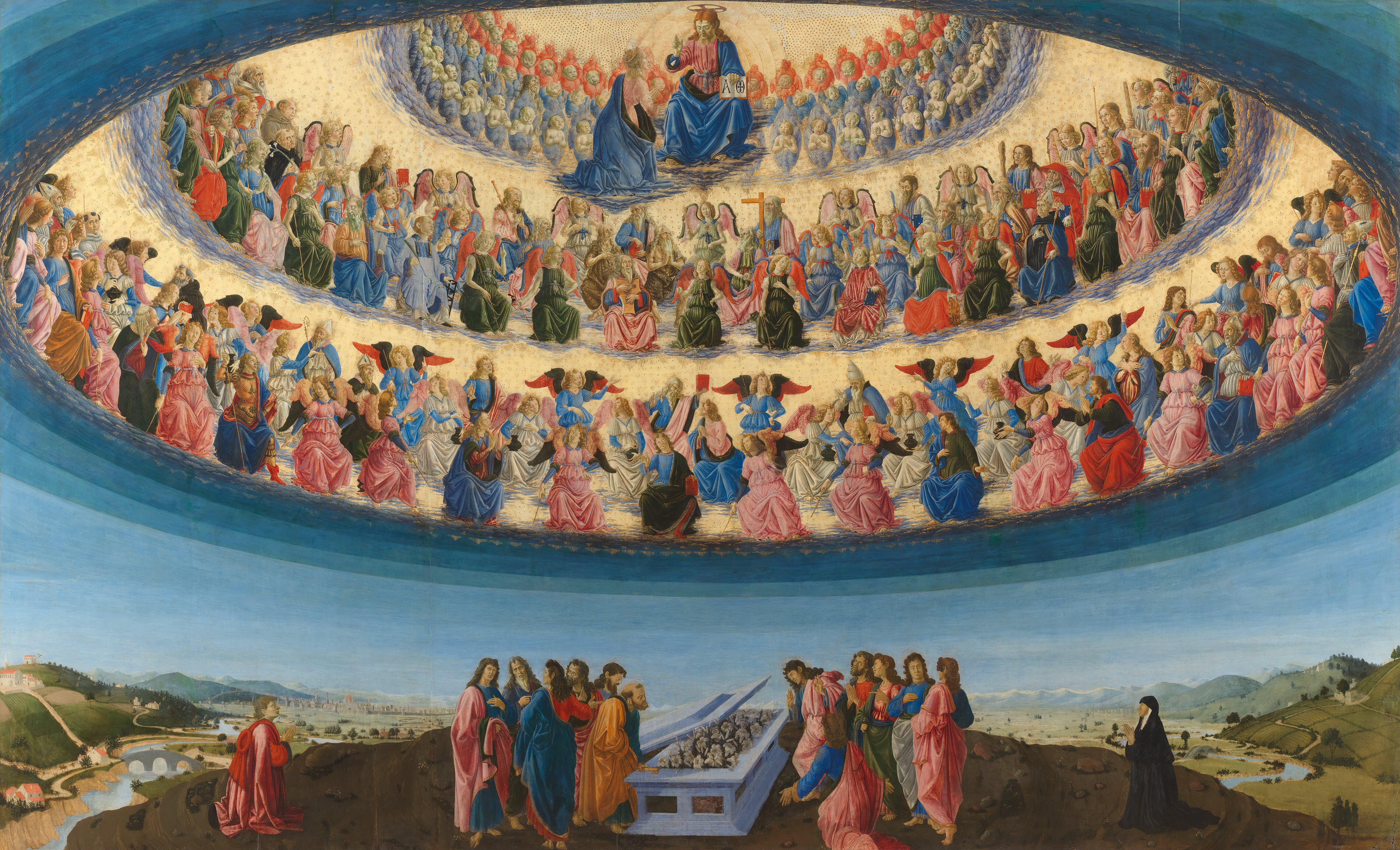
基督教的天堂觀

天堂，有時也稱為天国，字面意思即天上的殿堂、国度，很多宗教和心灵哲学認為人死后的生命形式将存在的处所。

## 普遍觀點
一般認為，天堂通常是出於人對於生死無常的恐懼和因果報應觀念的產物，但實際上在上古神話和原始宗教中，天堂的概念並未成型，如在早期華夏文明中，一般人死後要下到黃泉或回歸自然，聖賢死後雖有升天的說法，但並沒有關於天國的具體描述，關於天界只有“上帝”或曰“天帝”的抽象概念，認為其是主宰者，需要向其禱告和祭祀，這種觀點在世界很多文明中都是相似的。
進入人類信史時代後，在某些神話和宗教體系出現了天堂乐园的觀念，如古希臘諸神所居住的樂土，但有學術觀點認為，這似乎只映射了過去的黃金時代，或者是諸神所居住的地方，和人死後無必然的關係，並無人死後成爲神升天的普通觀點。
直到約在三千多年前，宗教體系越發成熟，出現了新的教義，認為人死後，因為生前的行為，或給世人與神明正面的評價，得到後人的供奉爲英雄和聖人者，可能能夠與神在一起，或者到一個專屬的場所中享福。這便是天堂觀念的起源。如印度諸宗教（婆羅門教、佛教）等認為人的業主導著生死，生前多行善可以輪迴入天界中享福；亞伯拉罕一神教皆認為，接受耶和華的旨意而在人間遵行，可得以升入天堂和耶和華同在；中國民間信仰在儒釋道三教合流和敬天法祖觀念的影響下形成了獨特的世界觀，認為在世間行善助人者可以升入天界享福，尤其是在人間有大威望者，更是能夠得到賞封做神仙界的官員，如體現在古代朝廷的封神行為；另如埃及神話、宗教中的雅盧，北歐神話、宗教中的英靈殿等，這些都是天堂在各地文化中的體現和雛形。
在當今世界，由於基督教等一神教的影響力，當提及“天堂”時，人們多以耶和華的殿堂爲原型進行想象和思考。但正如在漢語語境下，“天堂”或日語詞源的“天國”詞彙指稱的多是一神教中的天堂，“天界”、“天庭”的形象又以玉皇大帝（或部分佛教徒眼中的帝釋天神）和諸天兵天將爲主，這種因詞源、地域文化而不同的現象，在世界各國都有類似體現。

## 中國民間信仰
在中國民間信仰中，天堂、天庭、天界等都是同義語。早期華夏文明將居於天界的主宰神稱爲“上帝”、“天帝”、“昊天上帝”、“明明上帝”、“帝”等，是一個抽象概念。佛教傳入後，儒釋道三教合流，以及神話志怪小說的推動，民間信仰中的天界逐漸成型，即指與地上的人間相對的以玉皇大帝為天庭皇帝的神仙天界，神人兩界，各守其道，相安無事，神仙有可能下凡到人間巡視賞罰。
在早期華夏文明中，一般人死後會下到黃泉以生前的身份繼續生活，或會回歸自然（如《莊子》中記載的“鼓盆而歌”的典故），聖賢死後則會升天並「在帝左右」（如《詩經．大雅．文王》：文王陟降，在帝左右）。三教合流後，受佛教行善生天的因果輪迴觀的深刻影響，普遍相信義人及善人死了會升天做天神享福，或者在人間修道成功也可以飛升天界（如道教的羽化登仙、渡劫等），普通人死後則去往陰間生活如常，但是透過超度他們也可以從陰間上升天界享福，不過惡人則下地獄受罰。又由於祖先崇拜情節和敬天祭祖的傳統的存在，中國人同時相信祖先的在天之靈會保佑自己在人間的子孫後代。

## 儒教
儒教早期認為昆仑山的最高层，名曰天庭。
北魏郦道元《水经注•河水一》：「昆仑之山三级：下曰樊桐，一名板桐；二曰玄圃，一名阆风；上曰层城，一名天庭，是为太帝之居。」
《扬雄甘泉赋》：「选巫咸兮叫帝阍，开天庭兮延群神。」
後世則認為聖賢憑藉著清氣，死後會升上高天，與諸神上帝同在。

## 道教
在道教中，若人得道，就可成為神仙，可以進入仙境。
《太平经》：「上善之人」，死后阴曹判官「著善籍之文，名之为善人之籍」，「行仰善，与天地四时五行合信，诸神相爱，有知相教，有奇文异策相当，见空缺相荐相保，有小有异言相谏正，有珍奇相遗，共进于天神。」
天庭就是神仙的國度。又有以道教發源地青城山為地上天國都城的說法，《廣黃帝本行記》：「青城，天國之都」。在道教中，天上設有以玉皇上帝為首的天庭，和民間信仰不同的是，民間信仰中玉皇大帝為眾神之王，而在道教中，玉皇大帝的職能是承三清道祖（元始天尊、靈寶天尊、道德天尊）之命，察紫微之庭，「小事專掌，大事申呈」。按《雲笈七簽》「天地部」，天共有三十六層。

## 佛教
佛教天界类似於天國但又有别，是借用了婆羅門教的觀念。佛教认为天道是六道輪迴之中的一道，藉由在人間界時的修行程度，如禅定，或行善程度，死後轮回入下一世时，進入比較能享有福報的天上界，而生命完結後仍入輪迴；唯一的解脫是涅槃，能完全脱离轮回，不受後有。
佛教认为，相对於恶道和人道，天道可以享福，但长久来看福报并非永远，因此不鼓勵信徒在死前發願去六道之中的天界，而是希望信徒能在人間時藉由修行得到救度，证到声闻阿罗汉及以上果位便不再入輪迴。
對於末法時代的修行人，靠自修不易成功証果，則可以選擇發願往生淨土。世界是穢土，五毒熾盛，而淨土是由佛菩薩的願力形成的，沒有不善行，擁有非常適合修行人的環境。大乘佛教淨土信仰當中，阿彌陀佛極樂淨土最為有名，此外還有彌勒菩薩彌勒淨土、阿閦佛妙喜淨土、藥師佛淨琉璃淨土等。淨土的樣貌依佛菩薩各自的本願而各不相同。

## 印度教
在印度教里面，因为有轮回的緣故，天界的概念不是很凸出並只是暂时的，而佛教是借用了其說法，要到下一个重生之后才可入，对於信奉印度教的信徒，热望的是永久的国度称为Moksha，即灵魂對生死轮回的解脱，即是佛教所說的涅槃的原型，是一种个人的基本神性本性的重新确立，而这种确立可能包括与神的融合或神的加入。
进入天国或地狱是由死亡之神阎罗王和他的業行紀錄者支吒笈多决定的。支吒笈多纪录一个人一生的好与坏行为。这里阎罗王和支吒笈多都是至高神Ishwara（神）的下属，也在祂的指导下工作。进入天界與否只依从人在前世的行为，而不受宗教信仰而约束。因为人的好行为，在天界便会享受成果。天界的统治者是因陀罗，而生活在这个国土也包括了同众多的天使。
在印度教教义中不存在的類似一神教的天國。

## 基督教

### 定義
在圣经中，天国与天堂是两个不同的概念，天堂就是“天”、“天上”（Heaven），天国就是“神的国”、“父的国”、“子的国”（Kingdom of God）。
基督徒认为，天国是上帝掌权的国度。基督教中的天國来自希臘文Basileia，有王權、無上之權、統治之意。在圣经中，天国也被称为“爱子的国”（或稱“父的家”）。
基督徒认为进入天国是最美好的歸宿。天国就在信徒的心裡（路加福音17:21）。
基督徒死後进入的樂園 (paradise) 是暂时居住的地方，乐园不同于天国，也不同于天堂。他们所等待的是最後位於新天新地裡的，上帝为信徒预备的神的國。
一些基督徒认为天国只有在末日审判之后才能见到，而另一些则宣称可以在地上建立“人间天国”（如托马斯·闵采尔）。圣经启示录以及其他一些部分中的章节被认为是在描述天国在末日审判之后的建立过程，包括敵基督出现、战争、饥荒、地震频发等等。

### 稱呼
聖經中可能与天堂和天國有关的稱呼很多：主的聖所，天堂（希伯來書9:24；彼前3:22），聖徒的國度（雅各書2:5；太25:34），家鄉（來11:13-16），安息日之處（來4:9-11；啟示錄14:13），城邑（來12:22；啟22:27）。

## 伊斯兰教
天国，亦译“天堂”、“乐园”，与“火狱”相对。指安拉为信教、行善、敬畏真主且履行教规者准备的后世永居归宿，是一个兼有物质、精神享受的永久和平的境界。

## 神道教
主神居住的地方是高天原，而一般神所居住的地方稱為常世國，日本神話和宗教並沒有描述人死後是否進入某一個世界或到常世之國，其被說成是在海洋彼岸的樂土，神道對常世之國沒有詳細和公認的描述，死者也可能進去黑暗的冥界「黃泉」或最差的地獄「根國」，而一般認為死者生前的行為和去那裡沒有必然關係的，而是在於生者對死者的態度，如正當的葬禮、祭祀、供奉等更為重要。

## 古埃及宗教
在古老埃及神話之中的雅盧（Aaru）（/ɑːˈruː/；埃及語：𓇋𓄿𓂋𓅱𓆰𓆰𓆰 iArw意為 “蘆葦”；亦可寫作：Yaaru、Iaru、Aalu）平原，英文文獻中也稱為Sekhet-Aaru（蘆葦田）或是Egyptian reed fields（埃及蘆葦平原），為古埃及宗教的天國樂園，自從歐西里斯（Osiris）神成為了埃及众神庙所供奉中的一尊神明以及在八元神（Ogdoad，也譯為八神會）的傳說之中接任阿努比斯（Anubis）神的位子以來，此處乃祂由所管轄治理的境地。雅盧被形容為尼羅河三角洲的卡（ka，靈魂的一部分）。

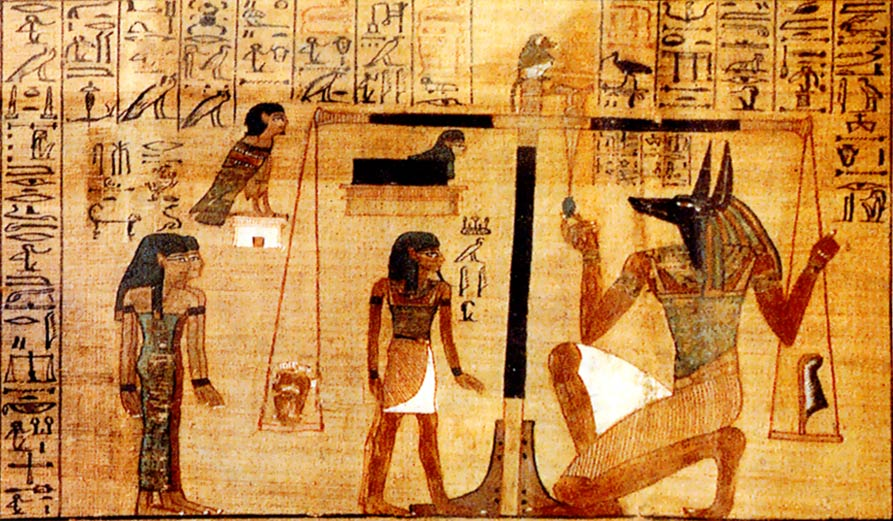
瑪亞特女神的「真理之羽」以及亡者在「第一次死亡」後的心臓各置於天秤一邊的冥府審判圖。寫於莎草紙上的古埃及《死者之書》的一部分內容。

古埃及人相信靈魂是駐留在心臟的部位。當肉體死亡之時，於杜阿特（Duat，古埃及宗教中的冥府）裡，心臟是被放置在巨大的天秤上與一根羽毛一起放在天秤的两边称重，代表著瑪亞特（Ma'at，司真理和正義的女神）女神的概念。當這亡者的靈魂與天秤保持平衡時將被允許開始一段漫長與險惡的旅程而進入雅盧，進入那裏的靈魂將會獲得永恆的生命而愉悅的生存著。倘若心臟是沉重地並且是邪惡的傾倒一邊則會被鱷頭獅身怪物阿米特（Ammit）將死者給吞噬掉。即在這“第二次死亡”之後，這亡靈將注定在杜阿特之中得不到安息及安寧。
在抵達雅盧之前，這授予進入樂土資格的靈魂也即將要經歷一段漫長旅程且需要面對許多险境。一旦他們到達了，他們將穿越過一系列的大門進入。而這所穿越過的大門數目根據不同的文獻來源而有不同的紀錄及說法，有些文獻是說15道門、有些文獻則是說21道門。他們這些文獻都一致地描述著由武裝的惡魔持刀戍守著。
雅盧的方位與去處通常是位在東方，那裏是太陽升起的地方，並且被描述為一處漫無邊的蘆葦平原，頗像是俗世尼羅河三角洲。來到這裡的靈魂被允許在這理想的採集和農耕之地過著永恆的生活。更確切地說，雅盧是被想像為一系列的島嶼，涵蓋在“蘆葦平原”（fields of rushes or Sekhet Aaru）之中，英文文獻中的Aaru是源自埃及文 的單字，為香蒲屬（Typha）植物的意思，Aaru英文意義也作Rushes，不過Rushes於中文的字義可翻譯為蘆葦、灯芯草、藺草。在這裡有一處為歐西里斯後來所居住的地方，有時是被名為“奉獻平原（field of offerings）”，在埃及文中為Sekhet Hetepet。